# Пейн, Джон Брайант
Джон Брайант Пейн (англ. John Bryant Paine; 19 апреля 1870, Бостон — 1 августа 1951, Уэстон, Массачусетс) — американский стрелок, чемпион летних Олимпийских игр 1896.
Джон Пейн приехал на Игры вместе со своим братом Самнером Пейном, но участвовал только в одном состязании — стрельба из армейского пистолета на расстояние 25 м. Получив 442 очка, Пейн выиграл в своём единственном соревновании.